# Ošklivé káčátko

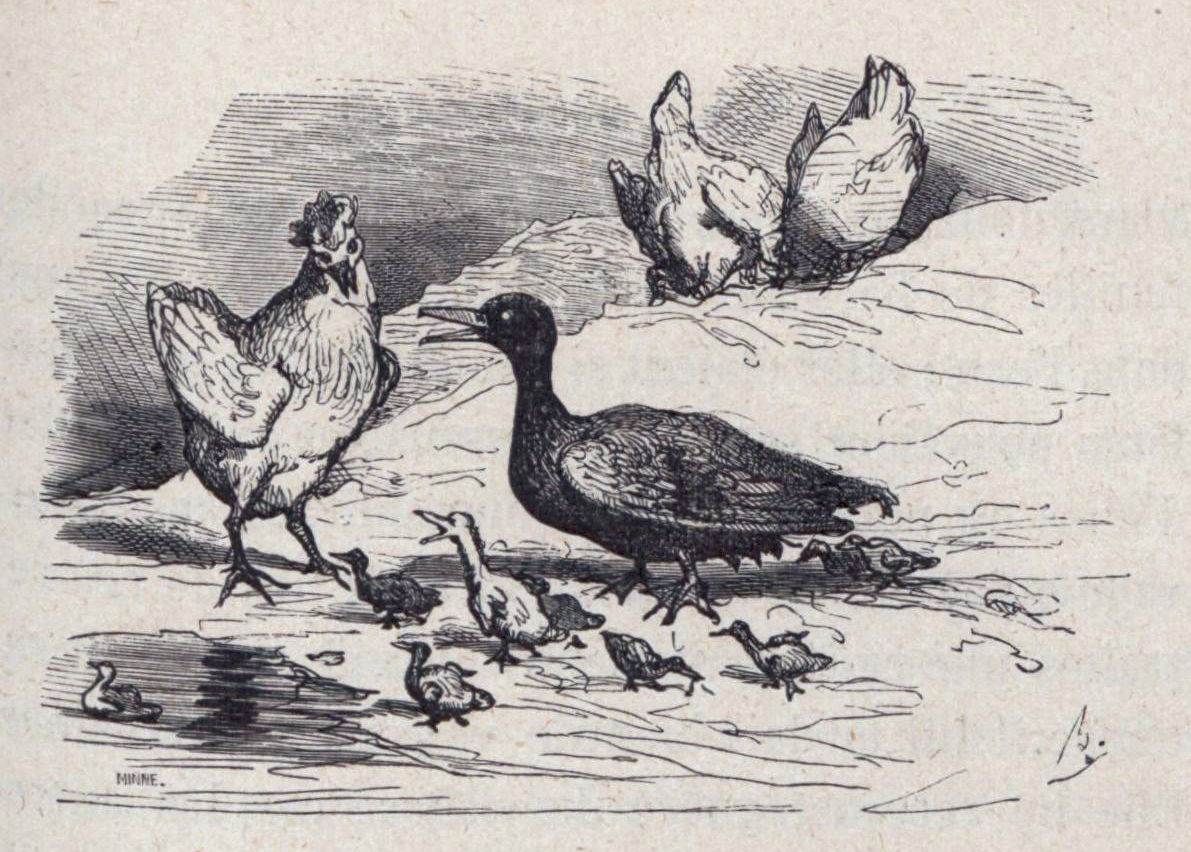
Ošklivé káčátko, Bertall.

Ošklivé káčátko (dánsky Den grimme ælling) je pohádka od dánského spisovatele Hanse Christiana Andersena. Příběh poprvé vyšel v Kodani 11. listopadu 1843 a dočkal se uznání soudobé kritiky. Příběh je Andersenův vlastní a nevychází z lidového folklóru.
Britská novinářka Anne Chisholm napsala, že „Andersen sám byl vysoký, ošklivý chlapec s velkým nosem a velkýma nohama. Když vyrůstal se svým hezkým hlasem a vášní pro divadlo, ostatní děti si z něj utahovaly.“
Bruno Bettelheim v knize The Uses of Enchantment poznamenal, že Ošklivé káčátko není konfrontováno s žádným úkolem nebo zkouškou jako typický pohádkový hrdina. Věci jsou zkrátka dány osudem a vyplní se, ať už k tomu hrdina přispěje či ne. Maria Tatar píše, že nadřazenost Ošklivého káčátka tkví v jeho odlišnosti a že důstojnost a morální a estetická hodnota jsou dány přírodou spíše než tím, že by jich káčátko dosáhlo.

## Příběh
Na začátku příběhu se vylíhnou kachní vejce. Jedno z káčátek je ostatními zvířaty z farmy považováno za ošklivé, a to ho trápí. Nakonec odejde z farmy a připojí se k divokým husám. Toto a nikdo ho neměl rád. Káčátko najde domov u staré ženy, ale její kočka a slepice si z něj znovu utahují a káčátko znovu uteče. Zahlédne hejno migrujících labutí, což ho potěší a nadchne, ale je příliš malé, než aby umělo létat. Přichází zima. Farmář nachází mrznoucího ptáčka a vezme ho domů, ale káčátko je vyděšené jeho hlučnými dětmi a mizí z domu. Káčátko stráví zimu v blízkosti částečně zamrzlého jezera. Na jaře přilétá hejno labutí a zoufalé káčátko se rozhoduje, že se raději nechá zabít krásnými labutěmi, než aby snášelo tak těžký život. Je šokováno, když ho labutě vítají a přijímají ho. Podívá se na svůj odraz ve vodě a zjišťuje, že vypadá jako jedno z nich. Hejno se zvedá do vzduchu a Ošklivé káčátko roztahuje křídla, aby se připojilo ke své nové rodině.